# Nationaal park Erawan
Nationaal park Erawan is een nationaal park van circa 550 vierkante kilometer in het westen van Thailand, in de amphoe Si Sawat van de provincie Kanchanaburi. Het werd geopend in 1975 en is Thailands twaalfde nationale park.
De belangrijkste attractie in het park is de Erawan-waterval, een waterval genoemd naar de Erawan, de driekoppige witte olifant uit de hindoeïstische mythologie. De bergen in het park beschermen het tegen oosterse monsoon regens wat resulteert in een gemiddeld lagere regenval.
Diep in de bossen kunnen dieren gevonden worden als Indische muntjak (een hertachtige), Aziatische olifant, Withandgibbon, Chinese bosgems, Wild zwijn en Sambar (paardhert). De veel voorkomende vogels zijn: Indische slangenarend, Zwartnekmonarch, Chinese fluitlijster, Zwartkuifbuulbuul, Blauwvleugelbladvogel, Gestreepte snijdervogel, Grote groensnavelmalkoha, Spiegelpauw en de Nepalfazant.
Er zijn ook vier grotten in het park: Mi, Rua, Wang Bahdan en Phartat.
|  |